# Préromantisme
 (octobre 2020).
Si vous disposez d'ouvrages ou d'articles de référence ou si vous connaissez des sites web de qualité traitant du thème abordé ici, merci de compléter l'article en donnant les références utiles à sa vérifiabilité et en les liant à la section « Notes et références ».
Le préromantisme, terme issu de l'épithète « préromantique » mise à la mode par Paul Van Tieghem, importée en France notamment par André Monglond, postule l'existence d'un réseau de représentations artistiques et de postures intellectuelles qui annoncerait le romantisme du XIXe siècle.

## Historique

### Les «Secondes Lumières» (1750-1780)
Dans une première acception, le « préromantisme » a servi à désigner, plutôt qu'un mouvement littéraire, une esthétique et une sensibilité qui innerveraient la littérature et les arts de la deuxième moitié du XVIIIe siècle. Ainsi, certains critiques littéraires du XXe siècle ont cru discerner les caractéristiques d'une sensibilité romantique au XVIIIe siècle et ont regroupé les manifestations de cette prétendue précocité sous le nom de « préromantisme ». Rousseau, Diderot ou Prévost seraient ainsi plus ou moins directement liés à un « préromantisme » du XVIIIe siècle.
Des historiens des idées ont également postulé l'existence d'une forme de préromantisme au XVIIIe siècle dans le domaine des sciences et de la philosophie, à l'image de Georges Gusdorf dans certains tomes de l'ensemble Les Sciences humaines et la Pensée occidentale (notamment le tome VII : Naissance de la conscience romantique au siècle des Lumières, 1976).
On parle également d'un courant « préromantique » dans l'art pictural (Girodet, Pierre-Paul Prud'hon, Francisco de Goya entre autres).

### Le «tournant des Lumières» (1780-1820)
Dans un deuxième temps, le terme a permis de mettre un nom provisoire sur une période de l'histoire littéraire peu connue et difficilement saisissable, « une période sans nom » d'après le colloque qui s'est tenu à Toulouse en avril 2014 : le tournant des Lumières (1770 ou 1780-1820). Voici une liste non exhaustive des auteurs qui pourraient se rattacher à cette période :
- Baculard d'Arnaud (1718-1805) ;
- Pierre Le Tourneur (1737-1788) ;
- Bernardin de Saint-Pierre (1737-1814) ;
- Mercier (1740-1814) ;
- Joseph Marie Loaisel de Tréogate (1752-1812) ;
- Ramond de Carbonnières (1755-1827) ;
- André Chénier (1762-1794) ;
- Germaine de Staël (1766-1817) ;
- Benjamin Constant (1767-1830) ;
- Senancour (1770-1846) ;
- Auguste Creuzé de Lesser (1771-1839) ;
- Nodier (1780-1844) ;
- Chateaubriand (1768-1848), dans la première partie de son œuvre.

La critique s'est servie de ce concept pour commenter et interpréter les textes du tournant des XVIIIe et XIXe siècles. Le préromantisme ouvrirait la voie au romantisme proprement dit, qui se forme en école en France à partir de la fin des années 1820. L'idée du préromantisme comme mouvement littéraire a été d'abord répandue par le premier grand spécialiste de Senancour, André Monglond, avec les deux tomes de sa thèse, Le Préromantisme français, publiée en 1930 chez Arthaud : I. Le Héros préromantique et II. Le Maître des âmes sensibles.

## Le concept

### Définition
On peut synthétiser ainsi les traits du préromantisme :
- réhabilitation des passions et du Moi ;
- culte de la sensibilité, sentimentalisme ;
- exaltation du sentiment de la nature, philosophie de la nature ;
- exaltation de l'originalité de style et de personnalité, aux dépens de la doctrine de l'imitation classique ;
- irrationalisme, celui des Contre-Lumières, et déjà de la philosophie romantique et de l'antiphilosophisme.

### Contestation
La notion de « préromantisme », populaire au sein de la critique des années 1960 et 1970 et aujourd'hui encore parfois utilisée, a cependant été abondamment critiquée pour plusieurs raisons :
- elle relève de l'anachronisme et de l'illusion rétrospective : ce terme présuppose un sens de l'histoire qui relève d'une histoire littéraire téléologique ;
- elle repose en grande partie sur des lieux communs et des raccourcis, reposant sur l'opposition entre raison classique et passion romantique. Or, Rousseau est par exemple le parfait démenti de cette division artificielle : en témoigne l'écriture presque simultanée du roman sensible Julie ou la Nouvelle Héloïse et de l'essai politique Du contrat social. La tendance de la critique actuelle est plutôt de montrer les liens entre rationalisme et sensibilité, voire entre esprit scientifique et sensibilité ;
- elle manifeste des imprécisions historiques et une simplification des contextes, en niant la complexité d'une période qui est aussi celle du néo-classicisme. Elle conduit ainsi à refuser de voir dans toute forme de romantisme la continuité possible de la pensée des Lumières (par le biais des Idéologues notamment), tout en minorant la rupture épistémologique radicale que constitue la Révolution française. Cela est d'autant plus vrai que le terme de romantisme, contrairement à celui de classicisme par exemple, n'est pas une conceptualisation rétroactive : ce sont les chefs de file du romantisme qui se sont eux-mêmes d'abord qualifiés de romantiques, ce qui n'est pas le cas des écrivains du XVIIIe siècle (qu'il s'agisse de Rousseau ou de Chénier), qui n'appelaient d'ailleurs pas à une révolution dans les arts qui aurait été calquée sur le modèle de la Révolution politique (à l'image de Victor Hugo, qui effectue dans William Shakespeare en 1864 une analogie explicite entre la Révolution politique et la révolution esthétique romantique).

Depuis la fin du XXe siècle, la critique préfère à l'expression « préromantisme français » celle de « premier romantisme français », inspiré du premier romantisme allemand (1798-1804).

## Le préromantisme en Europe

### Allemagne
- Classicisme de Weimar (1772-1805)
- Premier romantisme allemand (1797-1802/1804)
- Empfindsamkeit
- Athenaeum, revue 1798-1800
- Sturm und Drang
- Johann Gottfried von Herder (1744-1803)
- Johann Wolfgang von Goethe (1749-1832)
- Jakob Michael Reinhold Lenz (1751-1792)
- Friedrich Maximilian Klinger (1752-1831)
- Friedrich von Schiller (1759-1805)

### Danemark
- Johannes Ewald (1743-1781)

### Espagne
- José Cadalso (1741-1782)
- Nicasio Álvarez Cienfuegos (1764-1809)
- José Marchena (1768-1821)
- Manuel José Quintana (1772-1857)
- Alberto Lista (es) (1775-1848)
- José María Blanco White (1775-1841)
- École littéraire de Salamanque du XVIIIe siècle (es)

### Italie
- Melchiorre Cesarotti (1730-1808)
- Vittorio Alfieri (1749-1803)
- Ippolito Pindemonte (1753-1828)
- Ugo Foscolo (1778-1827)

### Pays-Bas
- Jacobus Bellamy (1757-1786)
- Rhijnvis Feith (1753-1824)

### Pologne
- Franciszek Karpiński (1741-1825)
- Jan Potocki (1761-1815)

### Portugal
- Leonor de Almeida Portugal (1750-1829)

### Royaume-Uni
- Edward Young (1681-1765)
- Allan Ramsay (1684-1758)
- Samuel Richardson (1689-1761)
- James Thomson (1700-1748)
- Laurence Sterne (1713-1768)
- Thomas Gray (1716-1771)
- Horace Walpole (1717-1797)
- Richard Hurd (1720-1808)
- Oliver Goldsmith (1728-1774, irlandais)
- Clara Reeve (1729-1807)
- Thomas Percy (1729-1811)
- William Cowper (1731-1800)
- James Macpherson (1736-1796)
- Richard Brinsley Sheridan (1751-1816)
- Thomas Chatterton (1752-1770)
- William Blake (1757-1827)
- Robert Burns (1759-1796)
- William Thomas Beckford (1760-1844)
- Matthew Gregory Lewis (1775-1818)
- Poètes anglais de cimetière (es)
- Roman gothique

### Russie
- Gavrila Derjavine (1743-1816)
- Denis Fonvizine (1745-1792)
- Alexandre Radichtchev (1749-1802)
- Nikolaï Karamzine (1766-1826)
- Ivan Krylov (1769-1844)

### Tchécoslovaquie
- Renaissance nationale tchèque
- Václav Matěj Kramérius (de) (1753-1808)
- Václav Thám (de) (1765-1816)
- Šebestián Hněvkovský (de) (1770-1847)
- Václav Hanka (1791-1862)
- Josef Linda (de) (1792-1834)
- Ján Kollár (1793-1852)
- František Ladislav Čelakovský (1799-1852)